# Els avatars de la Fanny
Els avatars de la Fanny (original: Fanny by Gaslight) és una pel·lícula britànica dirigida per Anthony Asquith, estrenada el 1944. Ha estat doblada al català.
Aquesta pel·lícula permet trobar dos dels futurs intèrprets d'El presoner de Zenda (1952), Stewart Granger i James Mason, llavors al començament de carrera.

## Argument
Londres, 1880. Després de deu anys passats en una pensió, Fanny Hopwood torna al domicili familiar. Qui prenia pel seu pare, William Hopwood, és mort accidentalment per Lord Manderstoke en un altercat. A la mort de la seva mare, la jove entra al servei d'un home polític influent, Clive Seymore, que li revela ser el seu verdader pare (la seva família estava oposada a un matrimoni fora del seu rang social i s'havia casat llavors amb Alicia). Poc després, Fanny troba el secretari particular del seu pare, Harry Somerford, i Alicia Seymore s'assabenta de la veritat....

## Repartiment
- Phyllis Calvert: Fanny Hopwood
- Stewart Granger: Harry Somerford
- James Mason: Lord Manderstoke
- Wilfrid Lawson: Joe "Chunks" Box
- Jean Kent: Lucy Beckett
- Margaret Scott: Alicia Seymore
- Nora Swinburne: Sra. Hopwood
- Cathleen Nesbitt: Kate Somerford
- Helen Haye: Sra. Somerford
- John Laurie: William Hopwood
- Stuart Lindsell: Clive Seymore
- Amy Veness: Sra. Heaviside
- Ann Wilton: Carver
- Guy Le Feuvre: El Doctor Lowenthal
- Ann Stephens: Fanny, de nena
- Gloria Sydney: Lucy, de nena